# Cross Purposes
《Cross Purposes》는 1994년 1월에 발매된 영국의 록 밴드 블랙 사바스에 의한 열일곱 번째 스튜디오 음반이다.

## 비판적 수신
| 전문가 평가                   | 전문가 평가 |
| 평가 점수                     | 평가 점수   |
| 출처                          | 점수        |
| ----------------------------- | ----------- |
| AllMusic                      | [ 1 ]       |
| Entertainment Weekly          | D           |
| The Rolling Stone Album Guide | [ 3 ]       |

이 음반은 미국 빌보드 200 차트에서는 122위를 차지했지만 영국 빌보드 200 차트에서는 41위에 올랐다.
2014년 7월 《기타 월드》 매거진은 "슈퍼언노운: 1994년 정의한 50장의 아이콘 음반"에서 Cross Purposes를 6위로 선정했다.